# Akörençarsak, Gölbaşı
Akörençarşak là một xã thuộc huyện Gölbaşı, tỉnh Ankara, Thổ Nhĩ Kỳ. Dân số thời điểm năm 2011 là 254 người.